# Сокаљ
Сокаљ (укр. Сокаль) град је Украјини у Лавовској области. Према процени из 2025. у граду је живело 21.406 становника.

## Становништво
Према процени, у граду је 2012. живело 21.406 становника.
| 1979.  | 1989.  | 2001.  | 2012.  |
| ------ | ------ | ------ | ------ |
| 18.877 | 22.177 | 21.693 | 21.406 |

## галерија
- манастир
- Црква Светог Николе
- црква Светог архангела Михаила
- Катедрала светог Петра и Павла
- Римокатоличка црква
- Бивша средња школа женска
- Одељење за трезор
- Кула и зидови манастира